# De Sitter-universum
Ett de Sitter-universum är en kosmologisk lösning till Einsteins fältekvationer i Allmänna relativitetsteorin, som har fått sitt namn efter Willem de Sitter. Den modellerar universum som rumsligt platt och saknar vanlig materia, så att universums dynamik domineras av den kosmologiska konstanten, vilken antas motsvara mörk energi i kosmos och även svara för den förmenta inflationsfasen. Enligt dess beskrivning och observationer som tolkats som ett accelererande universum, är den gällande Lambda-CDM-modellen på väg mot  en konsistent modell, där vårt universum bäst beskrivs som ett de Sitter-universum vid vissa faser av sin tid.

## Matematisk formulering
Ett de Sitter-universums kosmologiska konstant ({\displaystyle \Lambda }) är positiv, vilket styr expansionshastigheten, {\displaystyle H}. Större kosmologisk konstant leder till en snabbare expansionshastighet:
där proportionalitetskonstanterna beror på konventioner.
En fläck av denna lösning beskrivs vanligtvis som ett expanderande universum av FLRW form, där skalfaktorn ges av
med konstanten {\displaystyle H} som Hubbles expansionshastighet och {\displaystyle t} är tiden. Som i alla FLRW-rum, {\displaystyle a(t)}, beskriver skalfaktorn metrisk expansion av rummet. 
Unikt för universa som beskrivs av FLRW-metrik, så omfattar de Sitter-universumet Hubbles lag, vilken inte enbart är konsistent genom hela rymden, utan även genom all tid (eftersom decelerationsparametern är lika med {\displaystyle q=-1}), och således satisfierar den perfekta kosmologiska principen, viken antar isotropi and homogenitet genom såväl tid som rum.